# Leslie Jones (comica)
Leslie Jones (Memphis, 7 settembre 1967) è una comica e attrice statunitense.

## Filmografia parziale

### Attrice

#### Cinema
- National Security - Sei in buone mani (National Security), regia di Dennis Dugan (2003)
- Cose da maschi (A Guy Thing), regia di Chris Koch (2003)
- Repos, regia di Sal Martino e Master P (2006)
- Internet Dating, regia di Master P e D Juan Baham (2008)
- Lottery Ticket, regia di Erik White (2010)
- House Arrest, regia di William Washington (2012)
- Top Five, regia di Chris Rock (2014)
- Un disastro di ragazza (Trainwreck), regia di Judd Apatow (2015)
- Ghostbusters, regia di Paul Feig (2016)
- Masterminds - I geni della truffa (Masterminds), regia di Jared Hess (2016)
- Il principe cerca figlio (Coming 2 America), regia di Craig Brewer (2021)

#### Televisione
- Mermaid, regia di Peter Masterson - film TV (2000)
- Girlfriends - serie TV, 1 episodio (2004)
- Daddy Knows Best - serie TV, 1 episodio (2012)
- Sullivan & Son - serie TV, 1 episodio (2013)
- The League - serie TV, 1 episodio (2013)
- The Blacklist - serie TV, 1 episodio (2016)
- Saturday Night Live - serie TV, 67 episodi (2014-2017)
- RuPaul's Drag Race - reality show, episodio 12x04 (2020)
- Our Flag Means Death - serie TV, 2 episodi (2022)

### Doppiatrice
- Sing, regia di Garth Jennings (2016)
- Angry Birds 2 - Nemici amici per sempre (The Angry Birds Movie 2), regia di Thurop Van Orman e John Rice (2019)

## Doppiatrici italiane
- Anna Cesareni in Ghostbusters
- Alessandra Cassioli in Masterminds - I geni della truffa
- Barbara Castracane in Il principe cerca figlio

Come doppiatrice, è stata sostituita da:
- Anna Cesareni in Sing
- Laura Romano in Angry Birds 2 - Nemici amici per sempre